# Binot Paulmier de Gonneville

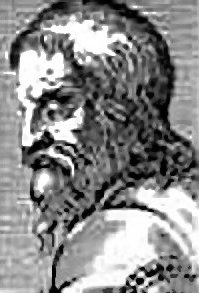
Binot Paulmier de Gonneville

Binot Paulmier de Gonneville was een Franse zeevaarder, die in 1503, gefinancierd door Normandische handelaren, vertrok om een reis naar Indië te maken en Braziliaans land zou hebben ontdekt dat Terra Australis werd genoemd. Omdat zijn verslag pas opdook in de 17e eeuw om gebruikt te worden ter ondersteuning van Franse maritieme aanspraken, zien sceptische historici er een verzinsel in, al kan het ook realiteit zijn geweest.

## Ontdekkingsreis
Gonneville zou uit Honfleur vertrokken zijn op 24 juni 1503 met twee Portugese loodsen aan boord van zijn schip L'Espoir. Hij volgde de Afrikaanse kusten tot Kaap Verde en ging dan de Atlantische Oceaan op om de passaatwinden naar Kaap de Goede Hoop te vinden. Een storm dreef hem verder westwaarts tot hij op 5 januari 1504 terechtkwam in een land dat hij beschouwde als een paradijs. Er is later veel gespeculeerd dat hij Australië of Madagaskar zou hebben ontdekt, maar doorgaans wordt aangenomen dat het om Brazilië ging. Meer in het bijzonder wordt soms het eiland São Francisco do Sul aangeduid. 
De Fransen werden ontvangen door koning Arosco en leefde zes maanden bij diens mensen, die Carijo-indianen zouden zijn geweest. Hun gastvrijheid stond in schril contrast met de kannibalen die ze ontmoetten toen ze op hun verdere tocht twee keer landden op de Braziliaanse kust. Afgaand op de Europese snuisterijen die zij bezaten, waren dit misschien gebieden die al werden bezocht door slavenschepen. Essomericq, een zoon van Arosco, kwam mee naar Frankrijk en trouwde met Gonnevilles dochter. Hij behoorde tot de 28 overlevenden die nog thuis raakten, nadat piraten bij Jersey en Guernsey L'Espoir tot zinken hadden gebracht.
Het bewaarde verslag dateert van 19 juni 1505 en zou zijn afgelegd aan koninklijke agenten door kapitein Gonneville, Andrieu de La Mare en Antoine Thiéry. Een nakomeling van Gonneville publiceerde het in 1663 en werd drie jaar later beloond met een benoeming tot pauselijk vicaris van Terra Australis.

## Roman
Arkan Simaan, Un marin en Terre des perroquets (‘Een zeeman in het land van de papegaaien‘), Ancre de marine éditions.
Dit is een fictie gebaseerd op het verhaal van Binot Paulmier de Gonnevile. Ze vertelt over de komst van de eerste ‘Fransen’ in Brazilië in 1504 en de eerste ‘Brazilianen’ in Frankrijk. De auteur gebruikt zijn verbeeldingskracht om de onbekende delen van Binots verhaal bij de Admiraliteit van Rouen in te vullen. Daar vinden we navigatie, stormen, de botsing van culturen tussen Europeanen en inheemse volkeren, kannibalisme, piraterij, een zeeslag, een schipbreuk...

## Uitgaven
- Relation authentique du voyage du Capitaine de Gonneville ès nouvelles terres des Indes, ed. M. d'Avézac, 1869, p. 88-91
- Ilda Mendes dos Santos, La découverte du Brésil. Les premiers témoignages, 2000, p. 121-142

## Voetnoten
1. ↑  David Abulafia, The Boundless Sea. A Human History of the Oceans, 2019, p. 557-560

- Bibliothèque nationale de France: cb12331883j (data)
- Gemeinsame Normdatei: 119183102
- International Standard Name Identifier: 0000 0000 6647 0719
- Library of Congress Control Number: n93040320
- Nationale Bibliotheek van Israël: 987007266335305171
- Nederlandse Thesaurus van Auteursnamen: 091293162
- Système universitaire de documentation: 032251963
- Virtual International Authority File: 51760630
- WorldCat: E39PBJxmKMYVJp8r9Bj6fXd4v3